# С-31 (підводний човен СРСР)
| С-31                                                                  | С-31                                                                                             | С-31                                                                                             |
| --------------------------------------------------------------------- | ------------------------------------------------------------------------------------------------ | ------------------------------------------------------------------------------------------------ |
|                                                                       |                                                                                                  |                                                                                                  |
|                                                                       |                                                                                                  |                                                                                                  |
| Схема підводного човна типу «Середня»                                 |                                                                                                  |                                                                                                  |
| Верф                                                                  | завод № 198, Миколаїв                                                                            | завод № 198, Миколаїв                                                                            |
| Під прапором                                                          | Військово-морський флот СРСР                                                                     | Військово-морський флот СРСР                                                                     |
| Порт приписки                                                         | Севастополь                                                                                      | Севастополь                                                                                      |
| Закладений                                                            | 5 жовтня 1937                                                                                    | 5 жовтня 1937                                                                                    |
| Спуск на воду                                                         | 22 лютого 1939                                                                                   | 22 лютого 1939                                                                                   |
| Введений до складу флоту                                              | 25 червня 1940                                                                                   | 25 червня 1940                                                                                   |
| Виведений зі складу флоту                                             | 14 березня 1955 року виведений з бойового складу ВМФ СРСР                                        | 14 березня 1955 року виведений з бойового складу ВМФ СРСР                                        |
| Бойовий досвід                                                        | Друга світова війна Німецько-радянська війна * Кампанія на Чорному морі                          | Друга світова війна Німецько-радянська війна * Кампанія на Чорному морі                          |
| Нагороди                                                              | Орден Червоного Прапора                                                                          | Орден Червоного Прапора                                                                          |
| Проєкт                                                                |                                                                                                  |                                                                                                  |
| Тип ПЧ                                                                | Торпедний ДПЧ                                                                                    | Торпедний ДПЧ                                                                                    |
| Основні характеристики                                                |                                                                                                  |                                                                                                  |
| Швидкість (надводна)                                                  | 19,5 вузлів (36,1 км/год)                                                                        | 19,5 вузлів (36,1 км/год)                                                                        |
| Швидкість (підводна)                                                  | 9,6 вузлів (17,77 км/год)                                                                        | 9,6 вузлів (17,77 км/год)                                                                        |
| Робоча глибина занурення                                              | 80 м                                                                                             | 80 м                                                                                             |
| Гранична глибина занурення                                            | 100 м                                                                                            | 100 м                                                                                            |
| Автономність плавання                                                 | 30 діб                                                                                           | 30 діб                                                                                           |
| Екіпаж                                                                | 45 осіб                                                                                          | 45 осіб                                                                                          |
| Розміри                                                               |                                                                                                  |                                                                                                  |
| Довжина найбільша (по КВЛ)                                            | 77,7 м                                                                                           | 77,7 м                                                                                           |
| Ширина корпусу найб.                                                  | 6,4 м                                                                                            | 6,4 м                                                                                            |
| Середня осадка (по КВЛ)                                               | 4,06 м                                                                                           | 4,06 м                                                                                           |
| Водотоннажність надводна                                              | 837 т                                                                                            | 837 т                                                                                            |
| Силова установка                                                      |                                                                                                  |                                                                                                  |
| дизель-електрична; 2 × дизельні двигуни 1Д 2 × електромотори ПГ-72/35 |                                                                                                  |                                                                                                  |
| Потужність                                                            | 2 х 2000 к. с. (дизельні двигуни) 2 х 550 к. с. (електродвигуни)                                 | 2 х 2000 к. с. (дизельні двигуни) 2 х 550 к. с. (електродвигуни)                                 |
| Озброєння                                                             |                                                                                                  |                                                                                                  |
| Торпедно- мінне озброєння                                             | 6 ТА калібру 533-мм (12 торпед)                                                                  | 6 ТА калібру 533-мм (12 торпед)                                                                  |
| ППО                                                                   | 1 × 100-мм/51 гармата Б-24 (200 снарядів) 1 × 45-мм напівавтоматична гармата 21-К (500 снарядів) | 1 × 100-мм/51 гармата Б-24 (200 снарядів) 1 × 45-мм напівавтоматична гармата 21-К (500 снарядів) |

С-31 — радянський дизель-електричний підводний човен типу «Середня» серії IX-біс, що входив до складу Військово-морського флоту СРСР за часів Другої світової війни. Закладений 5 жовтня 1937 року на верфі заводу № 198 у Миколаєві під заводським номером 347. 22 лютого 1939 року спущений на воду. 19 червня 1940 року введений до складу сил флоту, а 25 червня 1940 року включений до складу Чорноморського флоту.
За час Другої світової війни підводний човен діяв в акваторії Чорного моря, здійснив 21 бойовий похід, у ході яких потопив 5 суден та кораблів (фактично підтверджене затоплення 1 судна противника — десантної баржи F-580).
5 листопада 1944 року С-31 Указом Президії Верховної Ради СРСР нагороджений орденом Червоного Прапора, а екіпажу вручена грамота Верховної Ради СРСР.